# Philippia nyassana
Espèce
Synonymes
- Philippia nyassana Alm & T.C.E. Fr.[2]

Statut de conservation UICN

 VU D2 : Vulnérable
Philippia nyassana est une espèce de plantes à fleurs de la famille des Ericaceae.
Selon Plants of the World Online, c'est un synonyme d’Erica nyassana  (Alm & T.C.E.Fr.) E.G.H.Oliv.

## Publication originale
- Kongliga Svenska Vetenskaps Academiens Handlingar, Ny Följd 4: 33. 1927.